# Pieter Boddaert mladší
Pieter Boddaert (říjen 1766, Utrecht – 8. března 1805, Amsterodam) byl nizozemský básník a spisovatel.
Byl synem biologa Pietera Boddaerta a vnukem spisovatele Pietera Boddaerta.
Byl také nazýván „špinavý Boddaert“, protože v jeho době se považovalo za neslušné psát erotické básně.

## Dílo
- Gedichten uit de gevangenis (1792)
- Poëtische en prozaïsche portefeuille (1805)
- Gedichten (1788–1789)
- Aan de tedere kunne: erotische gedichten (2006), antologie vydaná nizozemským nakladatelstvím IJzer.[2]